# Tors Belwederski
Torso Belwederskie – pochodząca z I wieku przed naszą erą grecka rzeźba autorstwa Apolloniosa z Aten, znajdująca się w zbiorach Muzeów Watykańskich (Museo Pio-Clementino, Sala Muz).

## Opis
Wykonana z marmuru, ma 1,59 metra wysokości. Według różnych hipotez przedstawia herosa Heraklesa, cyklopa Polifema, tytana Prometeusza, boga wojny Marsa, boga przyrody Sylena lub króla Tesalii Filokteta.
Dokładne pochodzenie rzeźby jest nieznane; zdaniem niektórych badaczy może to być późniejsza rzymska kopia greckiego oryginału. Najstarsza wzmianka na jej temat pochodzi z 1433 roku; wówczas znajdowała się w pałacu rodu Colonna. Na początku XVI wieku weszła w posiadanie papiestwa i została umieszczona na dziedzińcu papieskiego Belwederu (stąd jej nazwa). W 1798 roku Francuzi wywieźli ją do Paryża jako zdobycz wojenną, do Włoch powróciła po upadku Napoleona w roku 1815.
Liczne rysunki z natury są świadectwem traktowania rzeźby jako obiektu studiów artystów pracujących w pałacu papieskim. Najbardziej do jej rozsławienia przyczynił się Michał Anioł, który był nią zachwycony i wielokrotnie ją studiował. Podziwiał on dynamiczną pozę i starannie odtworzoną muskulaturę postaci, nawiązując do niej wielokrotnie w swoich pracach, między innymi w aktach nagich młodzieńców (ignudi) na sklepieniu Kaplicy Sykstyńskiej. Artysta planował nawet zrekonstruowanie brakujących elementów posągu, lecz ostatecznie zrezygnował z tego zamiaru. Torso podziwiał też Johann Joachim Winckelmann, który w tekście opublikowanym w 1759 r. uznał je za jedną z najdoskonalszych rzeźb starożytnych. Odmienne zdanie na temat rzeźby miał francuski pisarz Stendhal, nie odbierając emocjonalnie jej cech szczególnych i uznając, że sławna jest ona głównie zainteresowaniem Rafaela Santiego i Michała Anioła.